# Transport a Luxemburg

La xarxa de rail de Luxemburg.

El transport a Luxemburg es duu a terme principalment per carretera, tren i aire. Hi ha també serveis de transport al llarg del Riu Moselle, a la frontera amb Alemanya. La xarxa de carretera ha estat significativament modernitzada en aquests darrers anys amb autopistes que comuniquen el pais amb els països adjacents. L'arribada de l'enllaç del TGV d'alta velocitat a París ha afavorit a la renovació de l'estació de ferrocarril alhora que una nova terminal de passatgers a l'Aeroport de Luxemburg ha estat oberta recentment. 
El 29 de febrer de 2020, Luxemburg va esdevenir el primer país del món amb transports públics gratis a nivell nacional.
El tram ha estat reintroduit el 2017 en la capital amb una línia única (T1), desprès de 53 anys d'absència. El març de 2025 la línia T1 va arribar al seu recorregut final, de l'Aeroport en el nord-est al Estadi Nacional en el sud-oest.